# Panapakkam
Panapakkam é uma panchayat (vila) no distrito de Vellore, no estado indiano de Tamil Nadu.

## Geografia
Panapakkam está localizada a 12° 55′ N, 79° 35′ L. Tem uma altitude média de 110 metros (360 pés).

## Demografia
Segundo o censo de 2001,  Panapakkam  tinha uma população de 10,142 habitantes. Os indivíduos do sexo masculino constituem 49% da população e os do sexo feminino 51%. Panapakkam tem uma taxa de literacia de 66%, superior à média nacional de 59.5%: a literacia no sexo masculino é de 75% e no sexo feminino é de 57%. Em Panapakkam, 12% da população está abaixo dos 6 anos de idade.